# 桐山城
桐山城（きりやまじょう）は、鳥取県岩美郡岩美町浦富にあった日本の城。浦富海岸の背後にそびえる標高203mの木山に築城された。但馬から因幡にかけての海岸線に多く存在する海賊城の一つで、但馬・因幡の海上交通路を扼する要衝だった。

## 歴史
- 因幡志によると、塩冶高貞による築城とされており、それに従えば南北朝期以前の築城ということになる。
- 天正年間に尼子氏再興を期す山中幸盛が砦を築いた。
- 1581年（天正9）の羽柴秀吉による鳥取城攻略の後は、但馬水軍を率いて早くから秀吉に協力した垣屋光成が城主となり、因幡岩井郡（巨濃郡）1万石を領した。
- 1600年（慶長5）の関ヶ原の戦いに際して、2代城主の垣屋恒総は西軍に属して改易され、桐山城は廃城となる。
- 1617年（元和3）に鳥取城に入った池田光政は、浦富に家老の池田政虎を配した。
- 1632年（寛永9）に池田光政との国替えで鳥取城に入った池田光仲は、浦富に家老の鵜殿氏を配し、桐山城下の垣屋氏居館跡に陣屋を構築した。以降、幕末まで浦富は鵜殿氏による支配が続いた。

## 構造

### 桐山城の構造
- 山頂部に主要な曲輪が存在するが、全体的に簡素な陣城的な作りである。
- 主郭は南北に細長い154mの瓢箪型をしている。主郭の北側に物見櫓が存在したと考えられる23m×4.5mの土壇がある。
- 主郭の中央部から東方に谷が落ち込んでいるが、その谷を囲む形で主郭の北端から北翼8郭、主郭の南端から南翼5郭が配置されている。
- 中腹にもいくつかの小曲輪がある。
- 城の東を大手としており、垣屋氏の居館も東麓に置かれた。
- 城の西尾根には何の工作もされておらず、ほぼ無警戒である。

### 長谷の御屋敷
- 桐山城の東方5kmほどの長谷集落に「御屋敷」と呼ばれる石塁が残っている。鳥取県下では珍しい穴太積みの石塁である。垣屋恒総が築城途中で関ヶ原の戦いに遭遇し、そのまま工事が中断されたと伝えられている。